# Железнодорожная ветка Пермь — Соликамск
Железнодорожная ветка Пермь — Соликамск — однопутная электрифицированная железнодорожная линия протяжённостью 362 километра.
Является первой электрифицированной железнодорожной линией на Урале, участок от Чусового до Кизела был электрифицирован в 1933 году.
Линия используется как для грузоперевозок, так и для пассажирского сообщения.
В 2006 году движение по линии было приостановлено из-за опасной близости железнодорожных путей к месту провала грунта на станции Березники, которое образовалось в результате аварии на «Уралкалии». В 2010 году движение по этому направлению было возобновлено, причём железнодорожная ветка пошла в обход шахтных полей месторождения калийных солей.